# 托米斯拉夫·馬塞拉
托米斯拉夫·馬塞拉（英語：Tomislav Mrčela；1990年10月1日—）是一位克羅地亞裔澳大利亞足球運動員。在場上的位置是中後衛。他現在效力於克羅地亞足球甲級聯賽球隊薩格勒布火車頭足球俱樂部 。